# 大島清次
大島 清次（おおしま せいじ、1924年（大正13年）11月13日 - 2006年（平成18年）11月23日）は、昭和から平成にかけての日本の美術史家、美術評論家。

## 経歴・人物
栃木県宇都宮市生まれ。1951年（昭和26年）に早稲田大学文学部を卒業。その後、栃木県立高等学校教諭や法政大学文学部講師を経て、1972年（昭和47年）に栃木県立美術館副館長、1981年（昭和56年）に同館長となった。1986年（昭和61年）に世田谷美術館長となり、2005年（平成17年）まで務めた。2006年（平成18年）11月23日、肺炎のため栃木県下野市の病院で死去した。
フランス絵画史やジャポニスムの研究を専門とし、特にジャポニスム研究においては先駆的で本格的な研究業績を残した。また、日本美術評論家連盟の常任委員を務め、1982年（昭和57年）には美術館連絡協議会設立に尽力した。

## 主な著作
西洋近代美術を中心にした多数の翻訳、著述・評論活動がある。
著書
- 『ドガ　美術家評伝双書』 岩崎美術社、1970年
- 『ジャポニスム：印象派と浮世絵の周辺』 美術公論社、1980年／講談社学術文庫（稲賀繁美解説）、1992年
- 『美術館とは何か』 青英舎、1995年
- 『「私」の問題：人間的とは何か』 青英舎、2001年

訳書
- ジャン・ヴェルクテール（英語版）『古代エジプト』白水社・文庫クセジュ、1960年
- フランソワ・フォスカ『文学者と美術批評：ディドロからヴァレリーへ』美術出版社・美術名著選書、1962年
- ピエール・フランカステル『絵画と社会』岩崎美術社、1968年、新版1991年
- サミュエル・ビング編『藝術の日本：1888～1891』美術公論社、1981年、共訳
- アンドレー・ケイガン『モダン・マスターズ・シリーズ　マルク・シャガール』美術出版社、1990年
- ロベール・レー『BSSギャラリー　世界の巨匠　ドーミエ』美術出版社、1991年
- フレデリク・ハート『BSSギャラリー　世界の巨匠　ミケランジェロ』美術出版社、1992年

編・解題
- 『双書・美術の泉　ロートレックのデッサン』岩崎美術社、1970年
- 『世界の名画3　アングルとドラクロワ：新古典派とロマン派』中央公論社、1972年、新版1994年。分担解説
- 『日本の名画12　青木繁』中央公論社、1975年
- 『世界の素描19　ミレー』講談社、1978年
- 『25人の画家 現代世界美術全集6　マネ』講談社、1981年